# Vang Vieng
Vang Vieng is een plaats met ruim 25.000 inwoners in de provincie Vientiane, 160 km ten noorden van de stad Vientiane. Het ligt in een bocht aan de oostoever van de rivier Nam Song, die uitmondt in de Lik. Het is een dorp waar de tijd had stil gestaan tot het door toeristen ontdekt werd.
Belangrijke bezienswaardigheid zijn de vele grotten in de karstheuvels aan de westoever. In de omgeving van Vang Vieng zijn enkele 16e- en 17e-eeuwse tempels. In het district leven Hmong stammen. Vang Vieng ligt aan de Route 13 tussen Vientiane en Luang Prabang. Omdat de afstand Vientiane-Luang Prabang te groot is wordt Vang Vieng als tussenstop door rugzaktoeristen aangedaan. De meeste rugzaktoeristen komen naar Vang Vieng voor het 'tuben', een activiteit waarbij men in een rubberen band met de stroom mee de rivier afdrijft. In 2011 overleden in Vang Vieng 22 toeristen na in de rivier te zijn gedoken. Begin 2012 overleden nog eens 2 Australische studenten kort na elkaar op dezelfde manier. Het is daarom niet verwonderlijk dat de Laotiaanse regering in september 2012 heeft besloten om deze vorm van vermaak sterk aan banden te leggen. Alleen gecertificeerde ondernemingen mogen nog deze activiteiten organiseren. Het aantal bars langs de route is sterk afgenomen om de inname van te grote hoeveelheden alcohol (en drugs) te beperken.